# シボレー・ベルエア
シボレー・ベルエア（Chevrolet Bel Air）は、GMグループのシボレー部門で1950年から1975年まで生産されたフルサイズの乗用車である。

## 初代 (1953年 - 1957年)

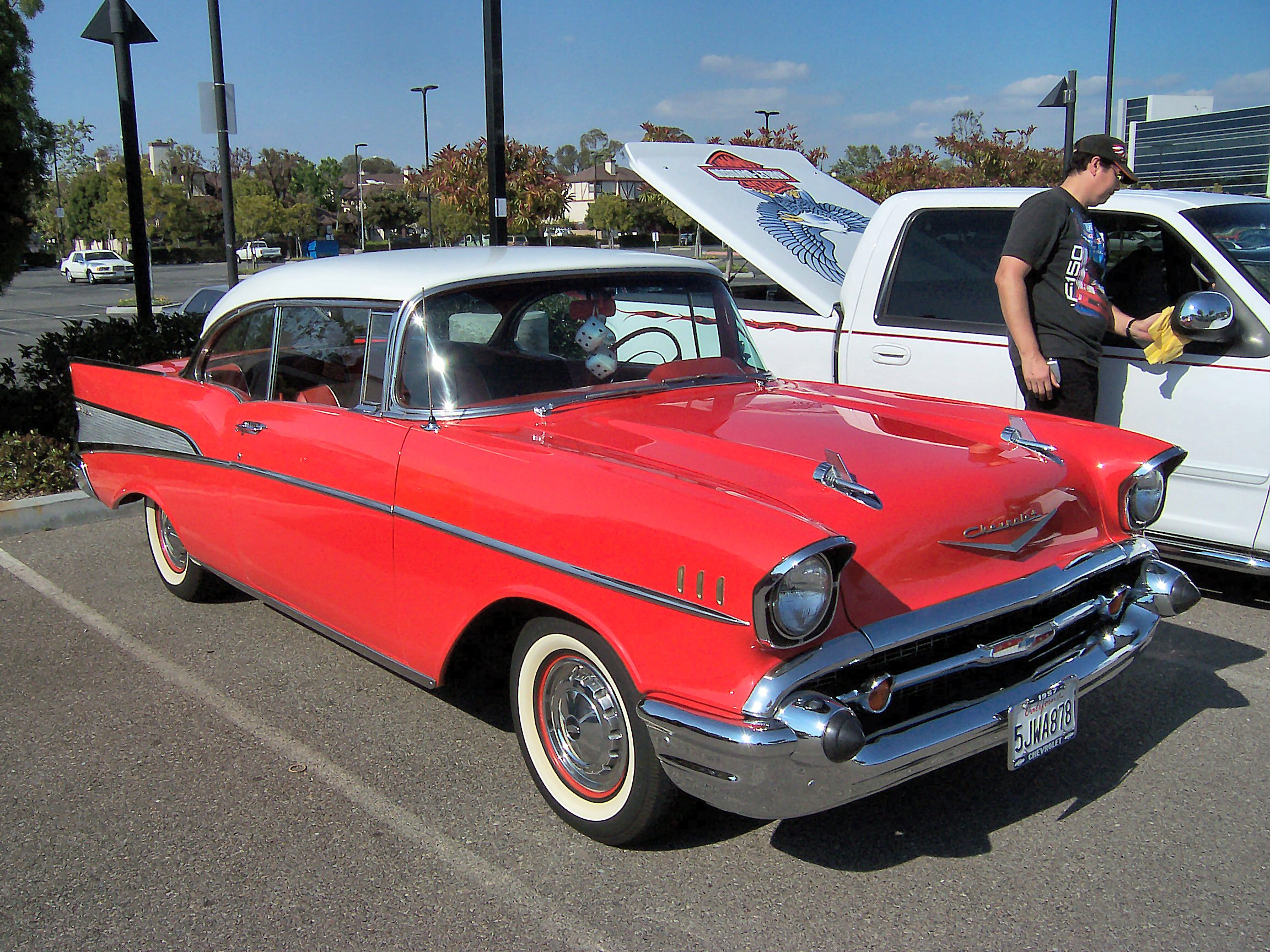
クーペ

1953年、ベルエアが上級シリーズとしてデビューし、2つの下級シリーズ150と210が登場した。1955年、シボレーはV8エンジンをオプションに組み入れた。1955年シボレーのフルサイズ・モデルがモデルチェンジを受け、エンスージアストから「ホット・ワン」と呼ばれるようになった。
フォードやプリムスとは異なり、シボレーのデザインは洗練されていると捉えられた。ベルエアは、インテリア・カーペット、ハードトップのクロームのヘッドライナー・バンド、フロント・フェンダーの突き出し、クロームの窓枠、フルカバーのホイールが特徴となっていた。
1955年、1956年、特に1957年のベルエアは、いつの時代を通じても、最もアメリカ車らしい1台であり、継続してエンスージアストの間で人気が高い。十分な空間、高燃費など、この後の20年間、デトロイトで製造されたオーバーサイズでオーバーに飾り付けられたフルサイズ・モデルよりも上質であると、多くの人々に受け止められた。1955年から1957年、2ドア・ノマド・ステーションワゴンがベルエアシリーズに加わった。

## 2代目 (1958年)

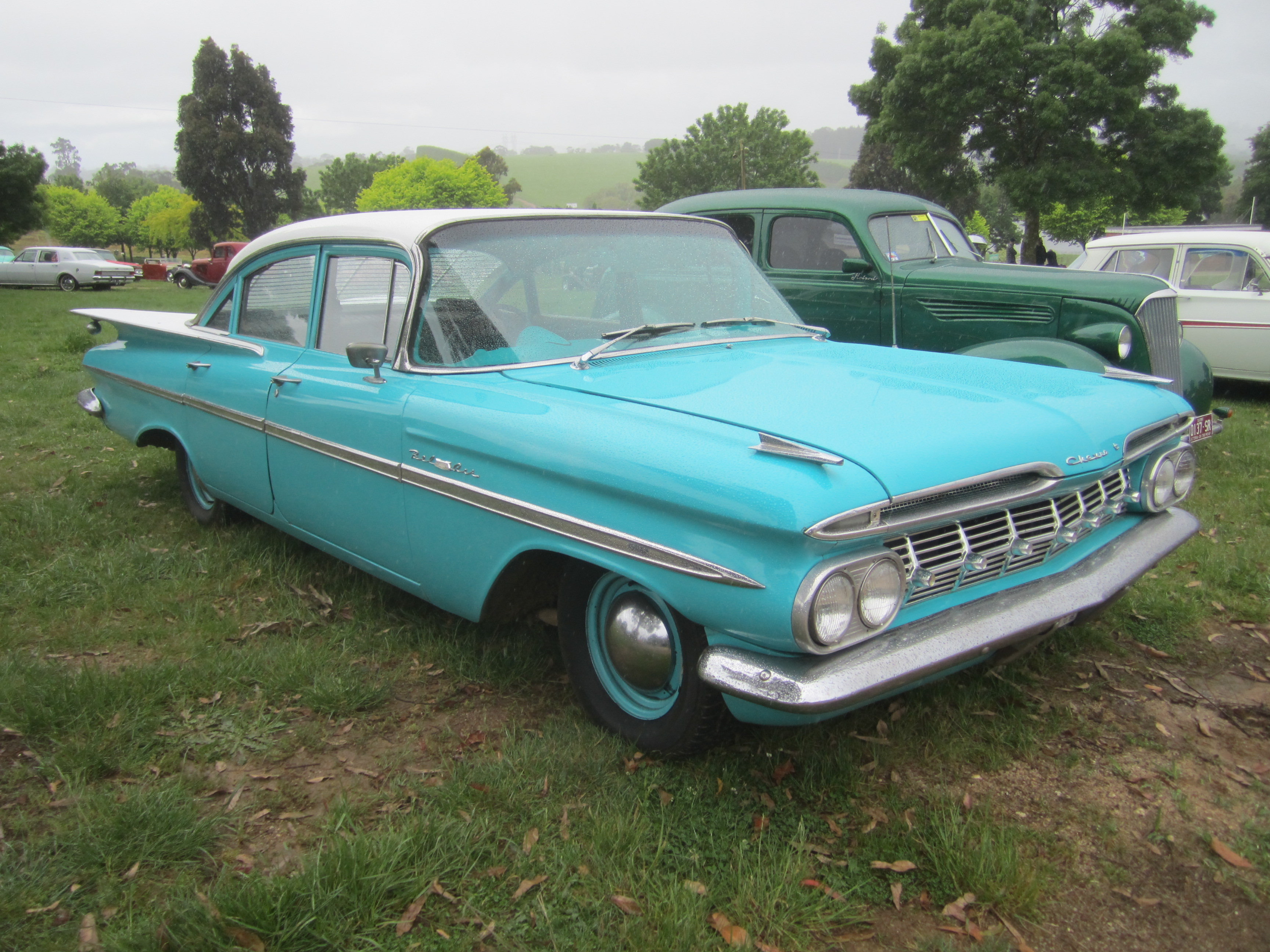
セダン

1958年、シボレーの各モデルは、それまでの古いモデルよりも幅が広く、全長が長く、より重くなった。インパラがシボレーの最上級モデルとなり、次いで中型車のベルエアが位置づけられた。車の供給としては、ビスケイン（正式には210）、とデルレイ（正式には150）がこの年のモデル・シリーズを補完する形となった。ベルエアも1958年には、ショールームに客を呼ぶためのモデルが加わった。不景気にも拘わらず、シボレーはナンバー1自動車メーカーとなり、ベルエアはその評判の中核を担っていた。

## 3代目 (1959年 - 1965年)

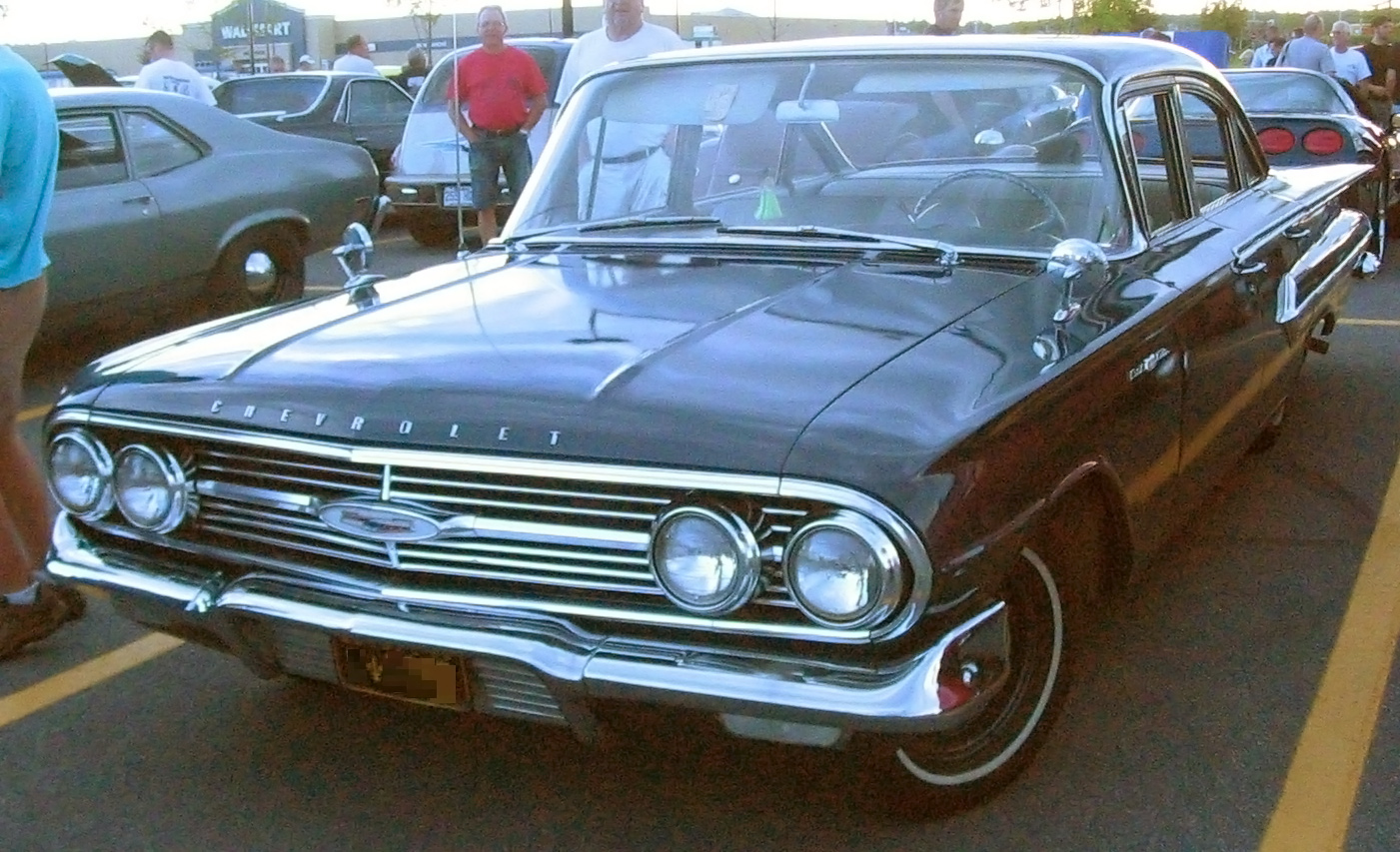
セダン

1959年、シボレーはインパラを最上級、ベルエアを中間モデルと位置づけた。デルレイの製造が中止されたが、ビスケインは最安価なフルサイズ・モデルとして製造が継続された。また、多くのオプションとアクセサリーがインパラとベルエアの間で共用できた。

## 4代目 (1966年 - 1981年)

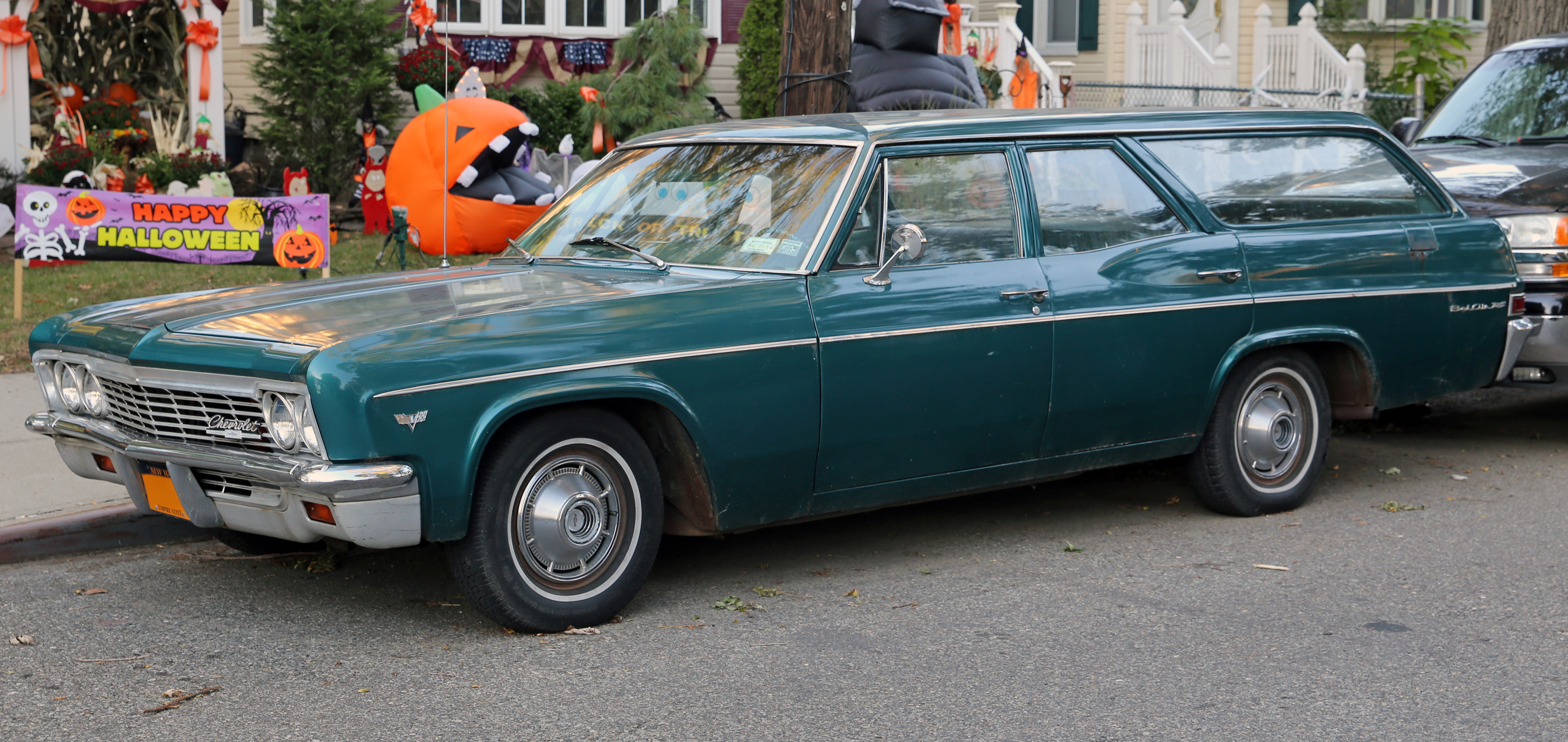
ステーションワゴン

1960年代後半、ベルエアとビスケインは概ね多くの車を所有する会社などに販売された。しかし、ベルエアは格下のビスケインよりも、基本に忠実で、無駄な飾りがないフルサイズの車を欲する個人のユーザーにも販売されていた。6気筒エンジンと3速マニュアル・ミッションがスタンダードであったが、1973年にはオートマチックトランスミッションが、1971年から製造されていたV8のベルエアに限り選択可能となった。1973年は、I6エンジンで1,400台が生産され、エンジンとトランスミッションがこの年の終わりまで製造された。1974年と1975年に製造されたベルエアは全てV8エンジンとターボ・ハイドロマチック・トランスミッションを標準として製造された。
1972年にビスケインの生産が終了されると、ベルエアは最廉価モデルへと格下げされた。その後、1975年をもってアメリカでの生産を終了し、既存のインパラへ統合された。ただし、シボレーのカナダ支部ではフルサイズの最廉価モデルとしてベルエアの製造を1981年まで継続した。